# النوبات الجزئية المتنقلة الخبيثة في الطفولة
النوبات الجزئية المتنقلة الخبيثة في الطفولة هو مرض صرع نادر يظهر قبل عمر الستة أشهر، عادة في الأسابيع الأولى للرضيع. ما إن تبدأ نوبة الصرع، تتنقل منطقة نشاط النوبة في المخ من منطقة في المخ لأخرى، مع فترات استشفاء قليلة بين النوبات. هذه النوبات نوبات جزئية أي أنها لا تؤثر في نصفي المخ معا في نفس الوقت. تسبب النوبات المستمرة أضرارًا في المخ ولذلك فهي خبيثة.
سبب المرض غير معروف، وإن كان يُعتقد وجود ارتباط بجين KCNT1. يُعتقد أيضا وجود ارتباط بجين PLCB1. يتم تشخيص المرض بناء على الأعراض والعلامات وتخطيط كهربية الدماغ. حتى عام 2012 سُجلت ثمانون حالة. وصف المرض لأول مرة كوبولا وفريقه في عام 1995.

## الأعراض والعلامات

### السمات والتصنيف
يتسم مرض النوبات الجزئية المتنقلة الخبيثة في الطفولة بنوبات تظهر بين الأسبوع والشهر السابع الأول من حياة الرضيع، مع متوسط عند الشهر الثالث. هذه النوبات مستمرة تقريبا دون فترات توقف فيما بينها، وتصيب أحد نصفي المخ. تؤدي هذه النوبات إلى أضرار في المخ مسببة فشلا في وصول الطفل لمراحل النمو الطبيعية ما يؤدي في النهاية إلى إعاقة ذهنية.
يصنف الاتحاد العالمي ضد الصرع النوبات الجزئية المتنقلة الخبيثة في الطفولة على أنها متلازمة كهربائية. تختلف كل متلازمة كهربائية عن الأخرى بناء على العمر وقت ظهور النوبات، ونوع النوبات، ونتائج تخطيط كهربية الدماغ، وغيرها من الأعراض. تُصنف المتلازمات الكهربائية في الأساس طبقا للعمر عند ظهور النوبات. يسبق النوبات الجزئية المتنقلة الخبيثة في الطفولة متلازمة أوتاهارا ويتبعه تشنج صرعي.

### مراحل المرض
لمرض النوبات الجزئية المتنقلة الخبيثة في الطفولة ثلاث مراحل.
في المرحلة الأولى تكون النوبات متناثرة ويكون الضرر في الأعصاب الحركية.
تُسمى المرحلة الثانية مرحلة العاصفة. تصبح نوبات الصرع كثيرة الحدوث كما تؤثر في أجزاء مختلفة من الجسم في كل مرة. تصبح النوبات كثيرة الحدوث لدرجة أنها تبدو مستمرة لأسابيع في المرة الواحدة.
في المرحلة الثالثة تختفي نوبات الصرع، وإن كانت تعود لتحدث في بعض الأحيان.

## علم الجينات
سبب المرض غير معروف، وإن كان يُعتقد وجود ارتباط بجين KCNT1. يُعتقد أيضا وجود ارتباط بجين PLCB1.